# Неферит I
Неферит I /Nepherites, Nefaarud или Nef'aurud/ от Мендес е основател и пръв фараон от Двадесет и девета династия на Древен Египет. Управлявал през 398 – 393 пр.н.е.
Неферит става фараон на Долен Египет след като побеждава в битка и екзекутира предишния владетел Амиртей. Разпростира властта си над Среден и Горен Египет, където персийските гарнизони са окончателно прогонени.
Неферит I сключва съюз със Спарта срещу Персийската империя през 395 пр.н.е. В замяна на тяхната военна подкрепа, фараонът изпраща на спартанците в Родос зърно и купува материал за построяването на 100 триреми. Планът за съвместни действия на Спарта и Египет срещу ахеменидска Персия пропада след като корабите с пратката са пленени от атиняните.